# Страшный кабан
«Страшный кабан» — повесть русского писателя Николая Гоголя, сохранившаяся только частично и опубликованная в 1831 году.

## Сюжет
Действие повести происходит в украинском селении Мандрыки на берегу реки Голтва. В доме местного пана появляется новый учитель по имени Иван Осипович — представительный мужчина, много лет проучившийся в семинарии. Это событие вызывает большое оживление в сельском обществе. Позже Иван Осипович влюбляется в дочь козака Харька Потылицы Катерину и отправляет к ней панского кухмистера Ониська в качестве «посланника и представителя его страсти». Выясняется, что Онисько и Катерина любят друг друга. Соседка Потылицы Симониха своим появлением прерывает свидание, и кухмистер возвращается в господский дом, где из-за своей рассеянности едва не портит ужин. В финале сохранившейся части повести он говорит перед сном: «Нет, господин учитель! …Не видать вам Катерины, как ушей своих!».

## История текста
О том, как и когда создавалась повесть и была ли она закончена, ничего не известно. В 1831 году Гоголь опубликовал две главы из неё в «Литературной газете»: первая, «Учитель», вышла 1 января, как автор был указан П. Глечик, а вторая, «Успех посольства», — 22 марта, и в этом случае автор не был назван вообще. Известно, что Гоголь планировал включить первую главу в сборник «Арабески», но позже отказался от этой идеи.
Исследователи полагают, что Гоголь писал повесть в 1830 году, параллельно работая над «Вечерами на хуторе близ Диканьки». В обоих случаях писатель разрабатывал украинский материал, но в «Вечерах» использовал фантастические сюжеты, а в «Страшном кабане» занимался бытописательством. Возможно, со временем он отказался от второго замысла, а подобранный материал начал использовать в «Вечерах». Так, черты учителя Ивана Осиповича заметны в Афанасии Ивановиче из «Сорочинской ярмарки», Симониха стала прототипом Хиври в той же повести, объяснение Ониська с Катериной почти полностью повторяется в сцене объяснения Вакулы с Оксаной в «Ночи перед Рождеством».
Согласно альтернативной гипотезе, Гоголь работал над «Страшным кабаном» в юности, во время учёбы в Нежине.